# Statu quo (lugares de Tierra Santa)

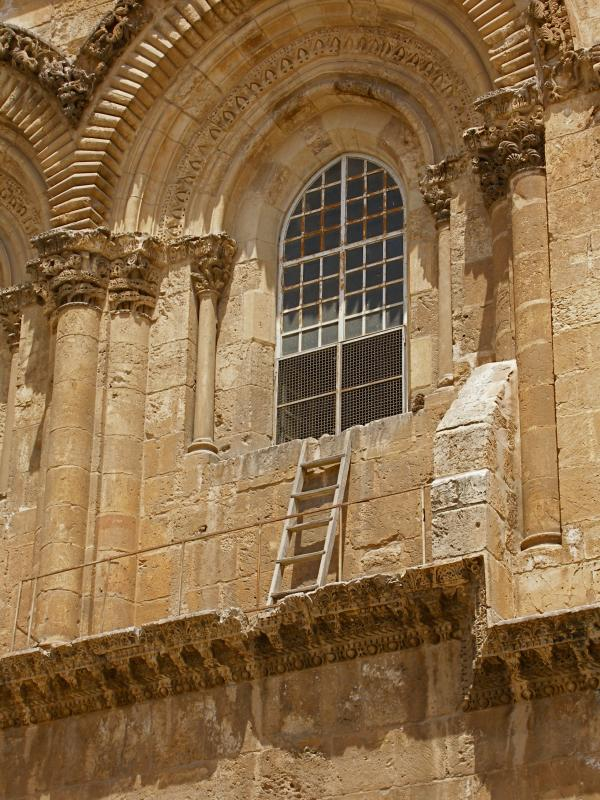
Símbolo: La escalera inamovible de la Iglesia del Santo Sepulcro, fotografiada en 2009, que ha permanecido en el mismo lugar al menos desde el como resultado del statu quo.

El statu quo de los lugares de Tierra Santa (del latín: statu quo, en hebreo: סטטוס קוו, en árabe: الوضع الراهن) se refiere a la situación de entendimiento en la que se encuentran las comunidades cristianas de Tierra Santa en sus relaciones con los gobiernos de la región, especialmente en lo que respecta al control de los santuarios de nueve principales lugares santos cristianos en Jerusalén y Belén. Otros santos lugares de Israel y Palestina no se consideraron sujetos al statu quo, porque las autoridades de una religión o comunidad dentro de una religión están en posesión reconocida o efectiva de ellos.
El statu quo surgió de un firmán (decreto) del sultán otomano Osmán III en 1757 que preservaba la división de la propiedad y las responsabilidades de varios lugares santos cristianos. Otros firmanes promulgados en 1852 y 1853 afirmaban que no se podían introducir cambios sin el consenso de las seis comunidades cristianas:
1. Iglesia católica
2. Iglesia ortodoxa griega
3. Iglesia apostólica armenia
4. Iglesia ortodoxa siríaca
5. Iglesia ortodoxa copta
6. Iglesia ortodoxa etíope

Estos firmanes recibieron reconocimiento internacional en el artículo 9 del Tratado de París (1856). El término "statu quo" se utilizó por primera vez en relación con los Santos Lugares en el Tratado de Berlín (1878).
El resumen de 1929 elaborado por L. G. A. Cust, The Status Quo in the Holy Places, se convirtió en el texto estándar sobre el tema, y los detalles se formalizaron aún más en la Comisión de Conciliación de las Naciones Unidas de 1949, tras la guerra de Palestina de 1947-1949.

## Historia

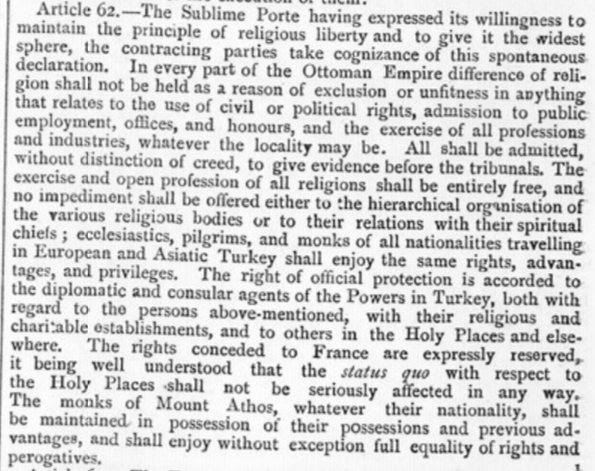
El status quo se formalizó en el derecho internacional en el artículo 62 del Tratado de Berlín (1878): "Los derechos concedidos a Francia quedan expresamente reservados, quedando bien entendido que el statu quo con respecto a los Santos Lugares no se verá seriamente afectado en modo alguno".

Controlados por el Imperio romano y luego, tras su división, por el Imperio romano de oriente (Bizantino), estos lugares orientales se convirtieron en punto de disputa por primera vez en los siglos posteriores a 1054, cuando la Iglesia católica romana y la Iglesia ortodoxa de oriente se separaron (Cisma de Oriente). Tras la toma de Tierra Santa por los caballeros occidentales en la Primera cruzada, la Iglesia católica se convirtió en la custodia de las iglesias de Jerusalén. Con la derrota de los estados cruzados y el auge del Imperio otomano, el control de los lugares osciló entre las iglesias católica (latina) y ortodoxa (griega), dependiendo de cuál de ellas pudiera obtener un firmán favorable de la Sublime Puerta otomana en un momento determinado, a menudo mediante soborno. No fueron infrecuentes los enfrentamientos violentos y no se llegó a un acuerdo sobre esta cuestión, aunque se discutió en las negociaciones del Tratado de Karlowitz en 1699.
Al parecer, durante la Semana Santa de 1757, los cristianos ortodoxos se revolvieron y tomaron parte de la iglesia del Santo Sepulcro controlada por los franciscanos, lo que posiblemente llevó al sultán Osmán III a redactar un decreto de 1757 que constituyó la base del statu quo. En los años que precedieron a la guerra de Crimea (1853-1856), Napoleón III de Francia presionó al sultán para que invalidara el statu quo de 1757 en favor de la iglesia católica, lo que llevó en parte a Nicolás I de Rusia a declarar la guerra en favor de los derechos de la iglesia ortodoxa. Esto dio lugar a los firmanes de 1852 y 1853 del sultán Abdülmecid I, que recibieron el reconocimiento internacional en el artículo 9 del Tratado de París (1856), dejando intacto el statu quo. La división territorial existente se solidificó entre las comunidades, afirmando el tratado que: "El statu quo actual se mantendrá y los santuarios de Jerusalén, ya sean propiedad común o exclusiva de las comunidades griega, latina y armenia, permanecerán todos para siempre en su estado actual". A pesar de esta declaración, no hay términos unánimes que definan el statu quo, lo que a veces provoca diferencias de opinión contradictorias.
A pesar de las discusiones sobre quién controlaría qué aspectos de cada uno de estos lugares, el statu quo se ha mantenido prácticamente intacto desde el siglo XVIII hasta la actualidad. El término statu quo se utilizó por primera vez en relación con los Santos Lugares en el artículo 62 del Tratado de Berlín (1878), donde se formalizaba: "Los derechos concedidos a Francia quedan expresamente reservados, quedando bien entendido que el statu quo con respecto a los Santos Lugares no se verá seriamente afectado en modo alguno". Un resumen del statu quo elaborado por L. G. A. Cust, funcionario del Mandato británico de Palestina, The Status Quo in the Holy Places, se convirtió rápidamente en el texto de referencia sobre el tema.

## Lugares Santos afectados por elstatu quo
Según la Comisión de Conciliación de las Naciones Unidas, el statu quo se aplica a nueve lugares de Jerusalén y Belén, que Cust separa en tres categorías:

### Disputas entre confesiones cristianas
- Iglesia del Santo Sepulcro y sus dependencias, Jerusalén.
  - Deir es-Sultan, en lo alto de la iglesia del Santo Sepulcro, Jerusalén.
- Tumba de la Virgen María, Jerusalén.
- Iglesia de la Natividad, Belén.
- Capilla de la Gruta de la Leche, Belén (no existen registros).[12]
- Capilla del Campo de los Pastores, Belén (no existen registros).[12]

### Disputada entre cristianos y musulmanes
- Capilla de la Ascensión, Jerusalén.

### Disputas entre judíos y musulmanes
- Muro de las Lamentaciones, Jerusalén.
- Tumba de Raquel, Belén.[7]

### Relacionados: Tumba de David y Cenáculo
La Tumba de David y el Cenáculo, aunque no formaban parte del acuerdo de statu quo durante el Mandato Británico, se encuentra en una situación similar, disputada por los católicos que han construido la estructura actual, los musulmanes (el sultán otomano la confiscó a los franciscanos) y las instituciones judías e israelíes, tomaron su control en 1948.